# Hypanthidium yucatanicum
Hypanthidium yucatanicum är en biart som beskrevs av Cockerell 1931. Hypanthidium yucatanicum ingår i släktet Hypanthidium och familjen buksamlarbin. Inga underarter finns listade i Catalogue of Life.